# Bertie's Brainstorm
Bertie's Brainstorm er en amerikansk stumfilm fra 1911.